# Clenze
Clenze est une municipalité allemande du land de Basse-Saxe et l'Arrondissement de Lüchow-Dannenberg.
Le zoologiste Johann Wilhelm Haacke (1855-1912) y est né.
Une tour de télécommunications - Clenze 1 - y a été utilisée de 1974 à 1994 afin d'assurer des échanges téléphoniques entre Berlin-Ouest et le reste de l'Allemagne de l'Ouest.